# Rh因子
Rh因子（アールエイチいんし、独: Rhesusfaktor）とは、血液型を決定する因子の一つ。

## 種類
赤血球膜の抗原により判定される。現在は40種以上の抗原が発見されているが、輸血の際の副作用の関係でD抗原、C/c抗原、E/e抗原で判定する場合が多い。
Rh因子の抗原のうちC・EとDの大文字・小文字表記はやや意味が異なり、D抗原は「ある」と大文字、「ない」と小文字表記になるが、CやEの場合は「C (E) という種類の抗原がある」と大文字、「c (e) という抗原がある」と小文字表記になる。
よって大文字Dと小文字dの遺伝子を持ち合わせた場合はD抗原が作られる（体内に存在する）ので表現型はDだが、大文字C (E) と小文字c (e) の遺伝子を持ち合わせた場合は両方作られるのでCcやEeという表現型になる。この3つの抗原のタイプによって、CDe、Cdeなどのように表記する。ただし、C抗原とE抗原に対する抗体はD抗原に対する抗体と比較して免疫反応が弱く、大きな問題とはならないため、一般的には、D抗原の有無で陽性・陰性を表記する。免疫原性は D > E > c > C > e の順に強い。
ABO式と異なり自然抗体は形成されないため、血清中の抗体を検査して判定することはない。
また極まれにD以外の抗原を持たない（通常はCとc、Eとeはどちらか片方は存在する。）「−D−（バーディーバー）」や、D抗原は丸ごと存在するが量が少ない「Weak D」、D抗原のタンパク質の一部が欠損している「Partial D」という型、上に記した5つの抗原を全部持たない「Rh null（アールエイチナル）」もしくは「−−−（バーバーバー）」という型もある。
これらの型のうちRh null型以外は定義上Rh+型になるが、実際は普通のRh+型を輸血すると、−D−型は自己が持たないC (c) やE (e) 抗原と反応してしまい、Partial D型などはDの不足分に自己にない抗原があるので輸血不可になる。
このため同型同士（Weak DやPartial D型はRh−型からも輸血可能）かRh null型からの輸血が必要になるが、逆に供血者の場合はD抗原が（不完全でも）あるのでRh−型への輸血はできなくなる。
ちなみにRh null型はRh null型同士しか輸血ができないが、全世界でも40人程度しか確認されていないという。
日本人での頻度はCCDee (43 %)、CcDEe (38 %)、ccDEE (10 %)、ccDee (0.1 %)、CCDEE (0.05 %) の順となっている。

## 検査手順
抗D血清と患者血球浮遊液を混ぜ、900～1,000 G (3400 rpm)、もしくは100～125 G (1000 rpm) で遠心して凝集の有無を見る。
| 試薬・追加検査 | D陽性 | D陰性、Weak D、Del                                  | Partial D           | 直接クームス試験陽性                                | D不適合輸血後、キメラ・モザイク |
| -------------- | ----- | --------------------------------------------------- | ------------------- | --------------------------------------------------- | ------------------------------- |
| 抗D            | 4+    | 0                                                   | 3+以下              | 4+                                                  | 部分凝集                        |
| Rhコントロール | 0     | 0                                                   | 0                   | 3+                                                  | 0                               |
| 追加検査       | 不要  | D陰性確認試験（陽性ならWeak D、陰性ならD陰性、Del） | 他の抗D試薬との反応 | 生食との反応を見て、陽性なら血球にIgMが結合している | 患者情報の確認                  |

### Weak D
抗原エピトープの量が普通よりも少ないので凝集も弱い。確定のため被凝集価測定も必要となる。

### Del
抗原エピトープがWeak Dよりもさらに圧倒的に少ないので、そのため最終的に抗Dを用いた吸着解離試験でないと確定できない。

### Partial D
Partial Dはモノクローナル抗Dを使用すると凝集が弱いか陰性になることがある。これは抗原エピトープの一部欠損によるもので、試薬の種類によって反応性が違う。そのため確定には複数の抗D試薬が必要となる。

### 直接クームス試験陽性の場合
自己抗体保有患者では、Rh判定が困難な場合があり、それがIgGかIgMかで対応が異なる。

#### IgG自己抗体が感作している場合
ポリクローナル抗D試薬は高蛋白なので、D抗原の有無と関係なく凝集が起きることがある。この場合は蛋白濃度の低いIgMモノクローナル抗体を使えば正常に判定できる。

#### IgM自己抗体が感作している場合
この場合もD抗原の有無と関係なく凝集が起きることがあるので、0.2MのDTT溶液で赤血球を処理（血球とDTT溶液を1:4で混ぜ37℃で30～45分間反応）すれば判定が可能となる。なおDTT処理でKell抗原が破壊されるため、これを調べれば処理が適切か分かる。

## 輸血の対応
受血者の場合、単純に抗D試薬の直接凝集反応で陽性ならD陽性、陰性ならD陰性として扱う。
供血者の場合、ポリクローナル抗Dを用いたD陰性確認試験（間接抗グロブリン法）で陰性の場合のみD陰性、それ以外はすべてD陽性として扱う。
また、前述のD抗原が少なかったり一部が欠損しているWeak DやPartial D型の場合は、受血者のときはRh0(D)(-)、供血者としてはRh0(D)(+)として扱う。。
D抗原を持たないRh−型の人にRh+型の血液を輸血すると、血液の凝集、溶血等のショックを起こす可能性がある。またRh−型の女性がRh+型の胎児を妊娠すると、病気・流産の原因となることがある。なお、ABO式血液型と違い、Rh−型の人はD抗原の自然抗体を持たない。そのため、Rh型不適合妊娠による胎児への影響は、第2児以降の出産かD抗原に何らかの形で感作した場合にしか起こらない。ABO式血液型不適合で起こりにくい胎児への悪影響がRh型で起こるのは、抗A抗体や抗B抗体がIgMで胎盤通過性を持たないのに対し、抗D抗体がIgGで胎盤通過性を持つからである。なお、予防のために初回出産時に抗Dグロブリン製剤を投与し、母体が抗D抗体を産生しないように予防するのが一般的である。E抗原の不適合妊娠が問題となることもある。
- Rh+（D抗原陽性）
- Rh−（D抗原陰性）

## Rh(D)免疫グロブリン (RhIg) の投与量計算

### 妊婦の場合
Rh(D)免疫グロブリン (RhIg) はRh(−)の妊婦がRh(+)児を出産した際に72時間以内に投与され、抗体産生を防ぐ。
RhIg1バイアル (300 µg) あたり30 mLのRh(+)胎児血球に効果があるので、例えば体重50 kg、循環血液量70 mL/kg、胎児血球が2.5 %残存しているとすると、50 kg × 70 mL/kg × 0.025 = 87.5 mLの血球が母親体内にある。87.5 ÷ 30 = 2.92なので、4バイアル必要。（小数点以下を四捨五入+1とする）

### 輸血の場合
Rh(−)の患者にやむを得ずRh(+)製剤を輸血した場合に投与され、抗体産生を防ぐ。
RhIg1バイアル (300 µg) あたり15 mLのRh(+)成人血球に効果があるので、例えばRCC1単位に100 mLの血球があるとすると、100 ÷ 15 = 6.67なので、8バイアル必要。（小数点以下を四捨五入+1とする）

### 半減期
半減期は21日となっているので、例えば63日後には12.5 %が体内に残る。

## 歴史
1937年にオーストリアの医学者カール・ラントシュタイナー及びアレクサンダー・ヴィナーがD抗原を発見して、1940年に発表したのが始まり。発見から発表まで約3年かかっているのは、抗Rh血清の製造法改善に時間がかかった為である。Rhは、実験に使用されたアカゲザル（独: Rhesusaffe、英: Rhesus monkey）の頭文字から。

## 割合
- 日本国民の約99.5 %はRh+である[6]。
- バスク人にはRh−が多い（表現型で～35 %、遺伝型で60 %）[7]。